# Dragões
Die Dragões (portugiesisch für „Drachen“) waren ein Kunstflugteam der portugiesischen Luftstreitkräfte, das in den 1950er Jahren betrieben wurde. Die Dragões wurden im Jahr 1956 als Teil der Esquadra 20 (20. Squadron) bei der Ota Air Base gegründet und flogen mit vier Republic F-84 Thunderjet, bis sie später im  Jahr 1958 deaktiviert wurden. Noch im selben Jahr wurden sie als Teil der Esquadra 51 auf dem Militärflugplatz Monte Real reaktiviert und flogen mit vier North American F-86 Sabre-Düsenjägern, wurden aber 1961 endgültig deaktiviert.